# Julia Bullock
Julia Bullock, (Saint Louis, 1987 –) Grammy-díjas amerikai szopránénekesnő. A Missouri állambeli St. Louis-ból származik. Anthony Tommasini a The New York Timesban „lenyűgöző, gyorsan fejlődö énekesnőnek nevezte, aki jelentős karrierre számíthat”.

| Julia Bullock                             | Julia Bullock                             |
| Kattints az alábbi külső linkek egyikére! | Kattints az alábbi külső linkek egyikére! |
| ----------------------------------------- | ----------------------------------------- |
| Nem található szabad kép.(?)              |                                           |
| külső link · jogvédett                    | Julia Bullock                             |

## Pályafutása
Afroamerikai apa és egy fehér anya gyermekeként született. Középiskolás korában bekerült a Saint Louis Opera Theatre művészképző programjába, ahol Marielle Hübner-díjjal végzett. Baccalaureus (babérkoszorús) fokozatát a Rochesteri Egyetem Eastman School of Music-on, a mesterképzését pedig a Bard College énekművészeti programjában szerezte, ahol már Dawn Upshaw-val dolgozott együtt. 2015-ben művészdiplomát kapott a Juilliard Schoolon.
Korai hatásként rá Nina Simone-t és Billie Holiday-t szokták emlegetni.
2013-ban, (amikor még a Juilliardnál volt), Michael Tilson Thomasszal és a San Francisco Symphony-val lépett fel. 2014-ben találkozott John Adams zeneszerzővel, aki őt a múzsájának nevezte. Bullock énekelte Dame Shirley szerepét a San Francisco-i Opera 2017-es világpremierjén John Adams „Girls of the Golden West” című operájában. Az opera európai szereplésekor is ő énekelte a szerepet a Holland Nemzeti Opera és Balettben, Amszterdamban. 2018-ban Kitty Oppenheimer szerepét játszotta Adams „Doctor Atomic” című filmjében a Santa Fe-i Operában. 2019-ben mutatták be vele a Zauberland című filmet, amelyet az európai migránsválság ihletett, és megjelent New Yorkban, Londonban és szerte Európában.
Ott volt a 2018–2019-es Metropolitan Museum of Art Artist in Residence előadássorozatán, ahol Tyshawn Sorey ütőhangszeressel előadták a "Perle Noire: Meditations for Joséphine"-t − ami Josephine Baker előtt tiszteleg. 2016-ban már előadták a darabot a Cal Performances részeként. A darab Európában a Holland Nemzeti Opera amszterdami Opera Forward Fesztiválján debütált 2023-ban.
Julia Bullock első szólóalbuma, a „Walking in the Dark” 2022-ben jelent meg. Ezen férje, Christian Reif vezényelt és zongorázott. Az album John Adams, Samuel Barber, Connie Converse és Sandy Denny zeneszerzők darabjait tartalmazza. A 66. Grammy-díjátadón az album elnyerte a legjobb klasszikus szólóénekes albuma díját.2024-ben a „The Shell Trial” című új opera társszerzője és előadója lett volna a Holland Nemzeti Operában, de visszalépett a produkciótól. Helyére Lauren Michelle került.
2024-ben Bullock folytatta együttműködését John Adamsszel. Előadták az El Niño című oratórium színpadi változatát a Metropolitan Operában. 2024. áprilisában Bullock az Opera brit magazin címlapján szerepelt, előkészítve a az El Niño ottani bemutatását.
Bullock jótékonysági koncerteket szervezett a Shropshire Music Foundation és az International Playground számára. Két non-profit szervezetnek dolgozik, amelyek a háború sújtotta gyermekeket és serdülőket szolgálják zenei oktatási és előadói programokon keresztül Koszovóban, Észak-Írországban, Ugandában és St. Louisban. Részt vett a New York-i Weill Medical Center Music and Medicine Benefit Concertjén is. Emellett a Turn the Spotlight tanácsadó testületében is dolgozik, amely a művészeti méltányosság előmozdítását szorgalmazza.

## Albumok
- 2018: John Adams: Doctor Atomic
- 2022: Walking in the Dark

## Filmek
- Julia Bullock az IMDb-n

## Díjak, elismerések
- First Prize at the 2012: Young Concert Artists International Auditions
- First Prize at the 2014: Walter W. Naumburg Foundation International Vocal Competition
- 2015: Leonore Annenberg Arts Fellowship
- 2015: Richard F. Gold Grant from the Shoshana Foundation
- 2015: Lincoln Center: Martin E. Segal Award
- 2016: Sphinx Organization Medal of Excellence
- 2024: Grammy-díj: Best Classical Solo Vocal Album for Walking in the Dark

## Fordítás
- Ez a szócikk részben vagy egészben  a   Julia Bullock című angol Wikipédia-szócikk ezen változatának fordításán alapul.  Az eredeti cikk szerkesztőit annak laptörténete sorolja fel. Ez a jelzés csupán a megfogalmazás eredetét és a szerzői jogokat jelzi, nem szolgál a cikkben szereplő információk forrásmegjelöléseként.